# Del Norte (Colorado)
Del Norte es un pueblo ubicado en el condado de Río Grande en el estado estadounidense de Colorado. En el Censo de 2010 tenía una población de 1686 habitantes y una densidad poblacional de 645,8 habitantes por km cuadrado.

## Geografía
Del Norte se encuentra ubicado en las coordenadas 37°40′42″N 106°21′14″O / 37.67833, -106.35389. Según la Oficina del Censo de los Estados Unidos, Del Norte tiene una superficie total de 2.61 km², de la cual 2.61 km² corresponden a tierra firme y (0%) 0 km² es agua.

## Demografía
Según el censo de 2010, había 1686 personas residiendo en Del Norte. La densidad de población era de 645,8 hab./km². De los 1686 habitantes, Del Norte estaba compuesto por el 73.13 % blancos, el 0.3 % eran afroamericanos, el 3.68 % eran amerindios, el 0.12 % eran asiáticos, el 0 % eran isleños del Pacífico, el 19.4 % eran de otras razas y el 3.38 % pertenecían a dos o más razas. Del total de la población el 56.29 % eran hispanos o latinos de cualquier raza.